# Okręg wyborczy Hertfordshire
Okręg wyborczy Hertfordshire powstał w 1290 r. i wysyłał do angielskiej, a następnie brytyjskiej, Izby Gmin dwóch deputowanych. W 1832 r. liczbę mandatów przypadających na okręg zwiększono do trzech. Okręg obejmował hrabstwo Hertfordshire. Został zlikwidowany w 1885 r.

## Deputowani do brytyjskiej Izby Gmin z okręgu Hertfordshire

### Deputowani w latach 1290–1660
- 1558–1587: Ralph Sadler
- 1571: George Carey
- 1572–1581: John Brockett
- 1584–1587: Henry Cocke
- 1588–1589: Philip Butler
- 1588–1601: Robert Cecil
- 1593: Henry Cocke
- 1597–1598: Rowland Lytton
- 1601–1617: Henry Carey
- 1604–1611: Rowland Lytton
- 1614–1622: Henry Cary
- 1621–1622: Charles Morrison
- 1640–1641: Arthur Capell
- 1640–1648: William Lytton
- 1641–1648: Thomas Dacres
- 1653–1656: Henry Lawrence
- 1653: William Reeve
- 1654–1659: Richard Lucy
- 1654–1659: John Wittewrong
- 1654–1659: William Cecil, 2. hrabia Salisbury
- 1654–1656: Thomas Nicholl
- 1656–1659: John Gore
- 1656–1659: Rowland Lytton
- 1659: Richard Galston

### Deputowani w latach 1660–1832
- 1660–1661: Henry Caesar
- 1660–1661: Rowland Lytton
- 1661–1679: Richard Franklin
- 1661–1666: Thomas Fanshawe
- 1666–1668: Henry Caesar
- 1668–1669: James Cecil, wicehrabia Cranborne
- 1669–1679: William Hale
- 1679–1679: Silius Titus
- 1679–1681: Jonathan Keate
- 1679–1685: Charles Caesar
- 1681–1685: William Hale
- 1685–1689: Ralph Freman
- 1685–1689: Thomas Halsey
- 1689–1697: Thomas Pope Blount
- 1689–1690: Charles Caesar
- 1690–1695: Ralph Freman
- 1695–1705: Thomas Halsey
- 1697–1727: Ralph Freman Młodszy
- 1705–1708: John Spencer
- 1708–1715: Thomas Halsey
- 1715–1736: Thomas Saunders Sebright
- 1727–1734: Charles Caesar
- 1734–1741: William Plumer
- 1736–1741: Charles Caesar
- 1741–1747: Jacob Houblon
- 1741–1761: Charles Gore
- 1747–1755: Paggen Hale
- 1755–1761: William Plumer
- 1761–1768: Thomas Plumer Byde
- 1761–1768: Jacob Houblon
- 1768–1807: William Palmer
- 1768–1784: Thomas Halsey
- 1784–1790: James Grimston, 3. wicehrabia Grimston
- 1790–1802: William Baker, torysi
- 1802–1805: Peniston Lamb
- 1805–1807: William Baker, torysi
- 1807–1819: Thomas Brand
- 1807–1832: John Saunders Sebright, wigowie
- 1819–1826: William Lamb, wigowie
- 1826–1832: Nicolson Calvert, wigowie

### Deputowani w latach 1832–1885
- 1832–1846: James Grimston, wicehrabia Grimston, Partia Konserwatywna
- 1832–1835: Nicolson Calvert, wigowie
- 1832–1835: John Saunders Sebright, wigowie
- 1835–1847: Abel Smith, Partia Konserwatywna
- 1835–1841: Rowland Alston, wigowie
- 1841–1847: Granville Dudley Ryder, Partia Konserwatywna
- 1846–1854: Thomas Plumer Halsey, Partia Konserwatywna
- 1847–1859: Henry Meux, Partia Konserwatywna
- 1847–1852: Thomas Brand, wigowie
- 1852–1866: Edward Bulwer-Lytton, Partia Konserwatywna
- 1854–1857: Abel Smith, Partia Konserwatywna
- 1857–1864: Christopher William Puller, Partia Liberalna
- 1859–1865: Abel Smith, Partia Konserwatywna
- 1864–1868: Henry Edward Surtees, Partia Konserwatywna
- 1865–1885: Henry Cowper, Partia Liberalna
- 1866–1885: Abel Smith, Partia Konserwatywna
- 1868–1874: Henry Brand, Partia Liberalna
- 1874–1885: Frederick Halsey, Partia Konserwatywna